# Crassula thunbergiana
Crassula thunbergiana är en fetbladsväxtart. Crassula thunbergiana ingår i släktet krassulor, och familjen fetbladsväxter.

## Underarter
Arten delas in i följande underarter:
- C. t. minutiflora
- C. t. thunbergiana